# Чехълчета
Чехълчетата (Paramecium) са род добре известни едноклетъчни организми от отдел Ресничести (Ciliophora).

## Списък на видовете
Род Чехълчета
- Вид Paramecium africanum Dragesco, 1970
- Вид Paramecium aurelia Ehrenberg, 1838
- Вид Paramecium bursaria (Ehrenberg, 1831)
- Вид Paramecium calkinsi Woodruff, 1921
- Вид Paramecium caudatum Ehrenberg, 1834 – Опашато чехълче
- Вид Paramecium chlorelligerum Kahl, 1935
- Вид Paramecium duboscqui Chatton & Brachon, 1933
- Вид Paramecium jankowskii Dragesco, 1972
- Вид Paramecium jenningsi Diller & Earl, 1958
- Вид Paramecium nephridiatum Gelei, 1925
- Вид Paramecium polycaryum Woodruf, 1923
- Вид Paramecium pseudotrichium Dragesco, 1970
- Вид Paramecium putrinum Claparède & Lachmann, 1859
- Вид Paramecium schewiakoffi Fokin, Przybos & Chivilevc, 2004
- Вид Paramecium sonneborni Aufderheide, Daggett & Nerad, 1983
- Вид Paramecium ugandae Dragesco, 1972
- Вид Paramecium wichtermani Mohammed & Nashed, 1968
- Вид Paramecium woodruffi Wenrich, 1928

- Paramecium bursaria
- Paramecium putrinum
- Paramecium dividing
- Опашато чехълче